# Штапельфельд
Штапельфельд (нем. Stapelfeld) — община в Германии, в земле Шлезвиг-Гольштейн. 
Входит в состав района Штормарн. Подчиняется управлению Зик.  Население составляет 1586 человек (на 31 декабря 2010 года). Занимает площадь 10,12 км².